# فیلفلا
فیلفلا (انگلیسی: Filfla) جزیره‌ای کوچک، عمدتاً بی‌حاصل و غیرمسکونی است که در فاصله ۴٫۵ کیلومتر (۲٫۸ مایل) جنوب جزیره مالت قرار دارد و جنوبی‌ترین نقطه جغرافیای مالت محسوب می‌شود. فیلفلو (یا فیلفلوو)، یک جزیره صخره‌ای در فاصله حدود ۱۰۱ متر (۳۳۱ فوت) جنوب غربی فیلفلا جنوبی‌ترین نقطه مالت را در خود جای داده است.

## نام
نام این جزیره احتمالاً از واژه عربی فلفل (اشاره به فلفل سیاه) گرفته شده است.

## محیط زیست
جزیره فیلفلا مساحتی برابر با ۳٫۷۲۸۲ هکتار (۹٫۲۱۳ جریب فرنگی) و خط ساحلی به طول ۹۸۸ متر (۳٬۲۴۱ فوت) دارد. این جزیره یک فلات سنگ آهکی مسطح و فرسوده است که با صخره‌هایی به ارتفاع ۶۰ متر (۲۰۰ فوت) احاطه شده است. سه گونه پرنده دریایی در این جزیره تولیدمثل می‌کنند: مرغ طوفان اروپایی (با تخمین ۵۰۰۰ تا ۸۰۰۰ جفت)، کبوتردریایی کوری (حدود ۲۰۰ جفت) و کاکایی پازرد اروپایی (حدود ۱۳۰ جفت). این جزیره به دلیل وجود کلونی مرغ طوفان، به عنوان یک منطقه مهم پرندگان (IBA) توسط انجمن جهانی پرندگان شناسایی شده است.
یک گونه از مارمولک دیواری (Podarcis filfolensis زیرگونه filfolensis) و حلزون‌های کرکره‌دار (Lampedusa imitatrix gattoi) به‌طور بومی در این جزیره زندگی می‌کنند. همچنین یک گونه پیاز وحشی بزرگ که ارتفاع آن تا ۲ متر (۶ فوت ۷ اینچ) می‌رسد، در این جزیره یافت می‌شود. دسترسی به فیلفلا تنها برای اهداف آموزشی یا علمی ممکن است و نیاز به مجوز قبلی از سازمان محیط‌زیست و منابع طبیعی دارد.

## تاریخچه
جزیره‌ای به نام Lone Island، که به جزیره فیلفلا نیز معروف است، احتمالاً برای ساکنان نوسنگی مالت مقدس بوده است. این مردمان معابد حجر قیم و منایدرا را در ساحل مالت، مقابل این جزیره کوچک، بنا کردند.
تنها سازه دائمی شناخته‌شده در جزیره فیلفلا، یک نمازخانه بود که در سال ۱۳۴۳ میلادی درون یک غار ساخته شده بود. این نمازخانه در زمین‌لرزه سال ۱۸۵۶ تخریب شد که بخشی از جزیره نیز در اثر آن به زیر آب رفت. نقشه‌ای از مالت که به سال ۱۷۹۸ بازمی‌گردد، وجود یک قلعه، یک فانوس دریایی و یک صومعه همراه با نمازخانه‌ای در فیلفلا را نشان می‌دهد.
تا سال ۱۹۷۱، نیروی دریایی پادشاهی بریتانیا و نیروی هوایی پادشاهی بریتانیا از جزیره برای تمرین‌های هدف‌گیری استفاده می‌کردند و پوکه‌های گلوله‌های این بمباران‌ها همچنان در فیلفلا یافت می‌شود. این جزیره در سال ۱۹۸۰ به عنوان ذخیره‌گاه پرندگان اعلام شد. با تصویب قانون «ذخیره‌گاه طبیعی فیلفلا» در سال ۱۹۸۸، محدودیت‌های بیشتری از جمله ممنوعیت ماهیگیری در فاصله یک مایل دریایی (۱٫۹ کیلومتر) اطراف جزیره به دلیل احتمال وجود مهمات عمل‌نکرده برای دسترسی و استفاده از جزیره اعمال شد.
بااین‌حال، اطلاعیه دولتی شماره ۱۷۳ مالت در سال ۱۹۹۰ بار دیگر ماهیگیری در محدوده یک مایلی را مجاز اعلام کرد.
جزیره فیلفلا همچنین موضوع یک اختلاف سرزمینی بر سر فلات قاره بین لیبی و مالت بود. این پرونده در سال ۱۹۸۵ توسط دیوان بین‌المللی دادگستری بررسی شد و این جزیره کوچک عملاً از محاسبات کنار گذاشته شد.

## افسانه‌ها
داستان پیدایش فیلفلا به افسانه‌هایی دربارهٔ شکل‌گیری المقلوبه مرتبط است. افسانه‌ای مالتی روایت می‌کند که منطقه‌ای که اکنون المقلوبه را تشکیل می‌دهد، زمانی محل زندگی مردمی بود که به سبک زندگی گناه‌آلود و بی‌بندوبار مشغول بودند. همسایه‌ای خردمند آن‌ها را از رفتارهای گناه‌آلودشان بر حذر داشت، اما آن‌ها به هشدارهای او توجهی نکردند. ازاین‌رو، خداوند تصمیم گرفت آن جماعت گناهکار را مجازات کند و روستا را در زمین فرو برد، درحالی‌که تنها آن همسایه خردمند نجات یافت. گفته می‌شود فرشتگان تکه‌ای از روستا را به دریا پرتاب کردند و به این ترتیب جزیره فیلفلا شکل گرفت.

## در فیلم‌ها
فیلفلا به‌عنوان محل فیلم‌برداری جزیره اسکب در فیلم پاپای در سال ۱۹۸۰ مورد استفاده قرار گرفت.